# 다마르울란

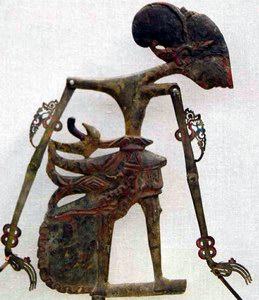
와양 쿨릿 모형으로 영웅 다마르울란을 묘사한 모습.

다마르울란 (Damarwulan)은 와양 쿨릿과 랑엔드리야 (Langendriya, 여성 무용 오페라), 케토프락 (ketoprak, 인기있는 극장) 공연에 사용되는 이야기의 전개에 등장하는 자바의 전설적인 영웅이다. 이 이야기는 마자파힛 왕조와 블람방간(Blambangan) 왕국 사이의 투쟁과 다마르울란이 명예를 얻는 내용을 담은 이야기이다. 이 이야기는 특히 동자와주에서 인기 있는 이야기이다.

## 유래
다마르울란 전설은 수히타 여왕(Suhita) 치하 당시 블람방간 과의 전쟁이 있었던 마자파힛(Majapahit) 궁정과 관련이 있다. 그러나 다마르 울란('달빛')과 메낙 진까(Menak Jingga, '붉은 기사')라는 등장인물들의 이름은 오래된 해와 달 신화의 요소를 포함 할 수 있음을 보여준다. 1815년 (MSS. Jav.89) 도서관에 기증되었지만 이 이야기가 언제부터 생겼는지는 확실하지 않다. 적어도 18세기 후반으로 거슬러 올라는 것으로 추정되며, 브라위자야(Brawijaya), (쿠수마 칸카나 웅구(Kusuma Kancana Wungu)라고도 알려짐)의 딸이 마자파힛의 왕위에 오르는 것으로 시작된다.

## 등장인물
- 마자파힛의 처녀 여왕인 쁘라부 케냐(Prabu Kenya). 켄카나웅구(Kencanawungu) 여왕으로도 알려져 있다.
- 빠띠 로겐데르(Patih Lohgender), 그녀의 수상
- 수상의 쌍둥이 아들 라양 세타(Layang Seta)와 라양 쿠미티르(Layang Kumitir)
- 수상의 딸 데위 안자스마라(Dewi Anjasmara)
- 수상의 조카 다마르울란. 그의 할아버지가 왕궁에서 양육하였다.
- 마자파힛의 가신인 블람방간의 왕 메낙 진까(Menak Jingga)
- 데위 와히타(Dewi Wahita)와 데위 푸옌간(Dewi Puyengan), 메낙 진까에 의해서, 첩으로 삼기 위해 포로로 잡혀간 공주
- 다마르울란의 하인 사브다팔론(Sabdapalon)과 나야겐꽁(Nayagenggong)

## 이야기의 전개

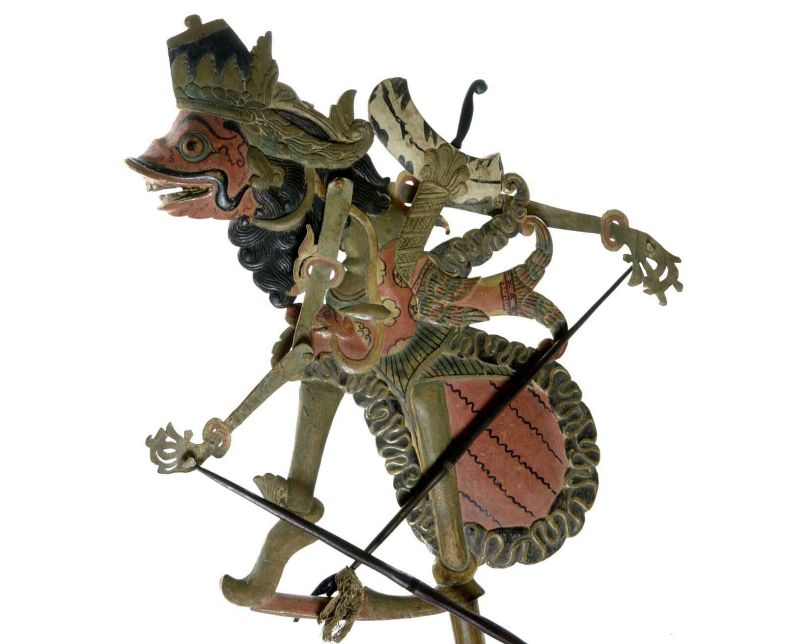
와양 쿨릿으로 악역 등장인물인 메낙 진까(Menak Jingga)를 묘사한 사진.

다마르울란은 빠띠 로겐데르 수상의 조카로 태어난 왕자이지만 할아버지의 은둔처에서 자랐다. 할아버지의 충고에 따라서, 다마르울란은 세상적인 경험과 직업을 구하기 위해 마자파힛 법정으로 가게 되었다. 그의 사촌인 오만한 라양 세타와 수상의 아들 인 라양 쿠미티르는 다마르울란이 돌아왔을 때, 그를 학대했다. 빠띠 로겐데르는 다마르울란이 자신의 아들들과 경쟁하는 것을 원하지 않았고, 그를 잔디 깎는 사람과 마구간지기 소년으로, 로겐데르의 말을 돌보는 일을 시켰다. 비록 다마르울란은 양질의 옷을 벗고 마구간에서 보잘것 없는 하인으로 일하였지만 다마르울란은 여전히 눈에 띄도록 멋져 보였다. 잘생긴 마구간 소년에 대한 소문이 결국 수상의 딸인 안자스마라에게 전해진다. 안자스마라는 다마르울란을 몰래 찾아 내고, 서로 사랑에 빠지고, 아무도 모르게 결혼한다. 어느 날 밤, 안자스마라의 형제들은 그녀의 방에서 목소리를 엿듣게 되었다. 형제들은 안자스마라의 방에서 다마르울란을 찾고 그를 죽이려고 했지만, 다마르울란은 안자스마라의 형제들을 이길 수 있었다. 안자스마라의 형제들은 다마르울란을 처형하도록 명령했던 아버지에게로 도망친다. 안자스마라는 자신의 연인을 위해 간절히 빌었다. 다행히 다마르울란을 처형하지 않았으나, 두 사람을 투옥시킨다.
한편 블람방간의 왕 메낙 진까는 켄카나웅구 여왕에게 그녀의 손을 빌려달라는 편지를 썼다. 만약 여왕이 그 부탁을 거절한다면, 메낙 진까는 마자파힛 왕국에 전쟁을 선포하게 된다. 그는 마자파힛의 아군을 파견하는 데 성공했고, 마침내 왕국은 메낙 진까의 군대에 의해 직접적으로 위협을 받게 된다. 곤경에 처한 켄카나웅구 여왕은 메낙 진까를 죽이고 그의 머리를 가져오는 사람은 누구든 여왕의 손을 잡을 수 있다고 선언한다. 그러나 구원자들이 나타나지 않고, 걱정이 된 켄카나웅구 여왕은 다마르울란이라는 젊은 기사가 메낙 진까를 이길 수 있다는 신성한 계시를 받았다. 켄카나웅구는 빠띠 로겐데르에게 그를 감옥에서 풀어주고 임무를 수행하도록 명령하게 된다.
다마르울란은 그의 신하들과 함께 블람방간으로 향한다. 밤에 도착한 다마르울란은 정원으로 몰래 들어가 정자에서 메낙 진까의 후궁이 될 수 밖에 없는 두 명의 포로 공주인 데위 와히타와 데위 푸옌간 둘이서의 대화를 우연히 듣는다. 다마르울란은 정자에 들어갔고, 두 공주는 다마르울란의 매력과 외모에 매료되어 사랑에 빠지고 다마르울란에게 헌신하게 된다. 이때, 메낙 진까는 공주를 찾아가기로 하였고, 결국 다마르울란을 발견하게 된다. 다마르울란은 메낙 진까와 싸웠지만 다마르울란은 메낙 진까를 다치게 할 수 없었고, 중상을 입어 죽은 것처럼 보였다. 메낙 진까는 자신의 신하들에게 다마르울란의 시체를 지키라고 명령하며 떠난다. 하지만 메낙 진까의 신하들은 잠에 들었고, 그때 두 공주는 다마르울란을 데려가 그를 돌보고 그의 머리 받침 뒤에 보관되어 있는 노란색 쇠 곤봉을 주며 메낙 진까가 불가사의 할 정도로 강인한 이유를 설명한다. 왕이 이 곤봉으로 그의 왼쪽 사원에 맞으면 죽을 것이다. 공주들은 자신들의 연인을 위해 위험을 무릅쓰고 메낙 진까가 잠든 동안 곤봉을 가까스로 훔쳐낸다. 메낙 진까와 다마르울란의 두 번째 전투가 이어지고, 다마르울란이 메낙 진까를 참수하여 겨우겨우 처치한다. 다마르울란은 성공적으로 마자파힛으로 돌아오지만 빠띠 로겐데르의 쌍둥이 아들들이 다마르울란을 궁 밖에서 매복하여 그를 죽이고, 메낙 진까의 머리를 여왕에게 바친다. 그러나 다마르울란은 아직 죽지 않았고, 한 은둔자가 그를 구출하고 소생시킨다. 마침내 여왕은 다마르울란에게 무슨 일이 일어났는 지 알게 된다. 마지막 전투에서 다마르울란은 그의 사촌을 물리친다. 다마르울란은 마자파힛의 왕으로 즉위하고 안자스마라를 그의 다른 아내로, 데위 와히타와 데위 푸옌간을 그의 첩으로 유지하는 것을 용인한다.

## 참고 자료
- Yoe Djin Lim. The story of Damar-Wulan the most popular legend of Indonesia Semarang: Lim Yoe Siang. OCLC: 24973772